# Stenopelmatidae
Famille
Les Stenopelmatidae sont une famille d'insectes orthoptères du sous-ordre des ensifères.

## Liste des genres
Selon Orthoptera Species File (28 mars 2010) :
- Oryctopinae Kevan, 1986
  - Oryctopus Brunner von Wattenwyl, 1888
- Siinae Gorochov, 1988
  - Sia Giebel, 1861
- Stenopelmatinae Burmeister, 1838
  - Ammopelmatus Tinkham, 1965
  - Stenopelmatopterus Gorochov, 1988
  - Stenopelmatus Burmeister, 1838
  - Viscainopelmatus Tinkham, 1970
  - †Macrelcana Karny, 1932
- †Zeuneropterinae Kevan & Wighton, 1983
  - †Zeuneroptera Sharov, 1962

## Référence
- Hermann Burmeister, Handbuch der Entomologie, vol. 2, 1838 (lire en ligne), partie II, « note 1 ».